# 吳蔚
吴蔚（1981年7月14日—）生于江苏，香港男子羽毛球运动员。他於2010年退役，現職羽毛球教練。

## 簡歷
1995年，吳蔚通過香港體育學院開展羽毛球生涯，曾代表香港參加過奧運會、亞運會及全運會等大賽。
2004年，吴蔚参加雅典奥运会羽毛球男子单打比赛，在32强中被马来西亚名将李宗伟所淘汰。2005年，他夺得了亚洲羽毛球锦标赛的铜牌。在北京奥运会羽毛球男子单打比赛中，首轮败给了头号种子中国的林丹。
2010年4月，吳蔚決定在與香港體育學院約滿後便正式退役，給予後輩「上位」機會。

## 主要比賽成績
只列出曾進入準決賽的國際賽事成績：
| 年份   | 賽事                 | 項目     | 搭檔   | 成績   |
| ------ | -------------------- | -------- | ------ | ------ |
| 2001年 | 香港羽毛球公開賽     | 男子單打 | －     | 準決賽 |
| 2001年 | 香港羽毛球公開賽     | 男子雙打 | 林光毅 | 準決賽 |
| 2003年 | 亞洲羽毛球錦標賽     | 男子單打 | －     | 季軍   |
| 2005年 | 亞洲羽毛球錦標賽     | 男子單打 | －     | 季軍   |
| 2007年 | 泰國羽毛球黃金大獎賽 | 男子單打 | －     | 準決賽 |

- 2002年亚洲锦标赛8强
- 2003年台灣、德国、印度尼西亚、日本公开赛8强
- 2003年西澳大利亚国际赛男单冠军
- 2004年泰国公开赛男单亚军

### 奧運會和世錦賽參賽紀錄
|          | 2003 | 2004 | 2005 | 2006 | 2007 | 2008 | 2009 |
| -------- | ---- | ---- | ---- | ---- | ---- | ---- | ---- |
| 男子單打 | 16強 | 32強 | 16強 | 64強 | 32強 | 32強 | 32強 |